# Furacão Carlotta (2006)
O furacão Carlotta foi o terceiro ciclone tropical nomeado e o segundo furacão da temporada de furacões no Pacífico de 2006. Carlotta formou-se a sudoeste de Acapulco, México e alcançou o pico de intensidade com ventos constantes por 1 minuto estimados em 135 km/h, segundo o Centro Nacional de Furacões. Por formar-se longe da costa e seguir para oeste-noroeste, Carlotta não provocou mortes nem danos. Nenhum navio foi afetado pelo furacão.

## História meteorológica

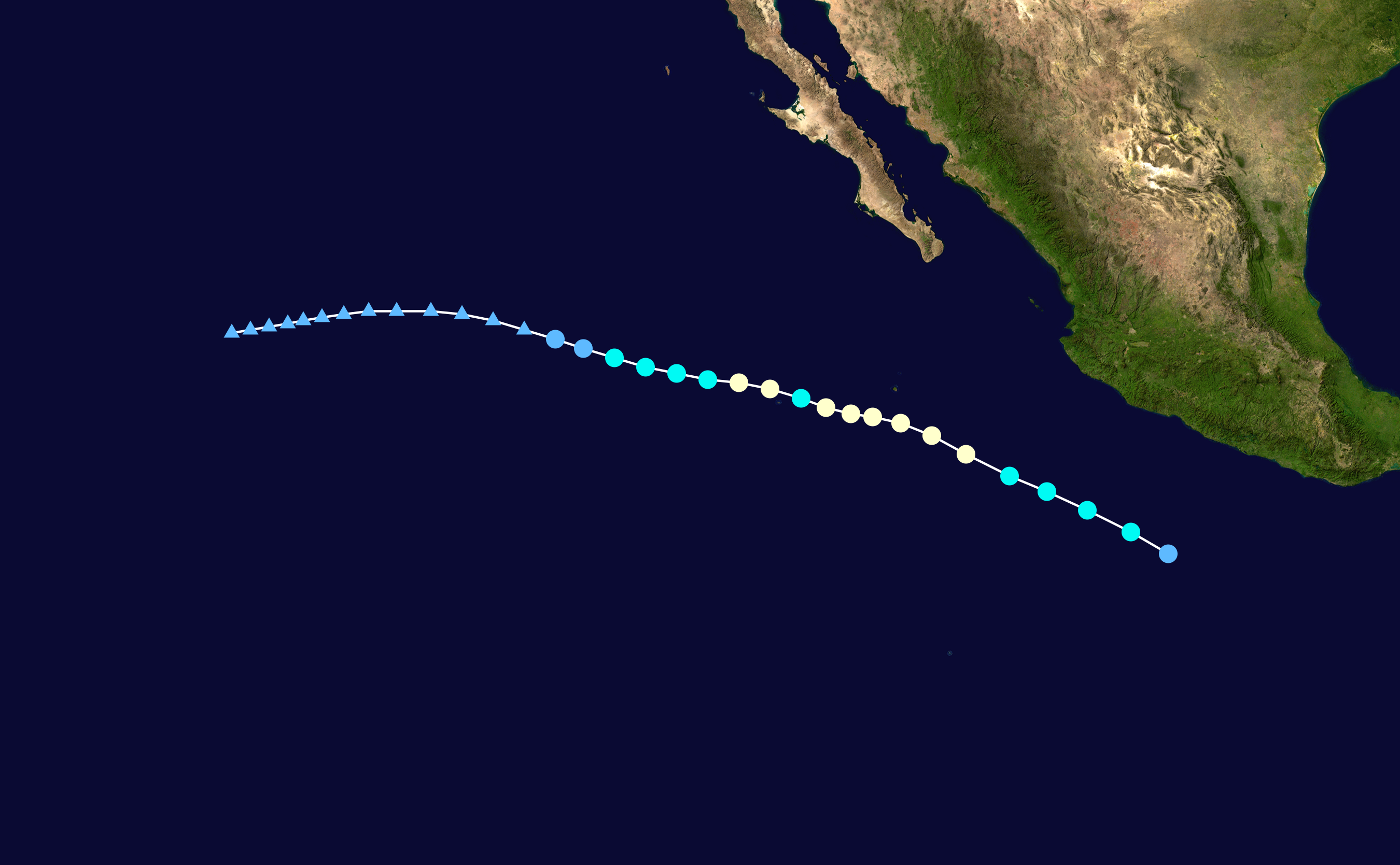
O caminho de Carlotta

Em 27 de Junho, uma onda tropical deixou a costa ocidental da África em 30 de Junho. Enquanto a onda cruzava o Oceano Atlântico, nenhum sinal de intensificação foi observado. A onda cruzou a América Central e adentrou a bacia do Pacífico nordeste em 9 de Julho. Uma área de baixa pressão formou-se em associação com a onda em 10 de Julho. As classificações Dvorak começaram no mesmo dia. A atividade de tempestades e trovoadas ficaram gradualmente mais bem organizadas e no começo da madrugada de 12 de Julho, a área de baixa pressão tornou-se uma depressão tropical a cerca de 460 km ao sul de Zihuatanejo, México.
Durante quase todo o seu período de existência, o sistema moveu-se para oeste-noroeste, com correntes de ar providas por uma persistente alta subtropical que se estendia do noroeste do México para oeste. A depressão moveu-se rapidamente sob uma grande área de convecção profunda no começo da madrugada de 12 de Julho e tornou-se uma tempestade tropical às 06:00 UTC a cerca de 425 a sudoeste de Zihuatanejo.
24 horas depois, a tempestade tornou-se um furacão a cerca de 695 ao sul do Cabo San Lucas, México. Inicialmente, Carlotta apresentava uma grande circulação ciclônica e suas bandas de tempestade externas atingiram a costa entre o Golfo de Tehuantepec e Manzanillo em 12 de Julho.
Carlotta fortaleceu-se sob poucos ventos de cisalhamento e águas mornas e o sistema tornou-se mais compacto. Em 13 de Julho, o deslocamento de Carlotta tornou-se mais lento enquanto ventos de cisalhamento do noroeste, em parte devido aos fluxos externos do furacão Bud que estava localizado a cerca de 1.110 km a oeste de Carlotta, diminuíram a tendência de intensificação. Carlotta desenvolveu um olho irregular e alcançou seu pico de intensidade com ventos constantes de 140 km/h no final de 13 de Julho. Os ventos de cisalhamento de altos e médios níveis vindos do noroeste começaram a enfraquecer Carlotta, que se enfraqueceu numa tempestade tropical às 18:00 UTC de 14 de Julho a cerca de 645 km a sudoeste do Cabo San Lucas.
Com a porção norte da circulação sobre águas mais frias, as áreas de convecção começaram a diminuir e parecia que Carlotta tinha iniciado sua tendência de enfraquecimento. No entanto, os ventos de cisalhamento diminuíram e houve um aumento nas áreas de convecção durante aquela noite; um olho reapareceu e Carlotta, segundo estimativa, tornou-se novamente um furacão por volta da meia-noite de 15 de Julho.
Continuando a seguir para oeste-noroeste, Carlotta adentrou em uma região com águas mais frias e seu olho desapareceu. Carlotta enfraqueceu-se novamente numa tempestade tropical ao meio-dia de 15 de Julho.
Neste momento, a tendência de enfraquecimento foi rápida e contínua e Carlotta enfraqueceu-se numa depressão tropical 24 horas depois a cerca de 1.185 a oeste-sudoeste de Cabo San Lucas. Incapaz de gerar áreas de convecção profunda sobre águas a 23°C, Carlotta degenerou-se numa área de baixa pressão remanescente por volta da meia-noite de 17 de Julho. A área de baixa pressão deslocou-se para oeste e dissipou-se em 20 de Julho a cerca de 2.405 km a leste do Havaí.

## Preparativos e impactos
Por estar durante todo o seu período de existência em mar aberto, Carlotta não provocou nenhum dano ou casualidade. Nenhum navio ou estação meteorológica registrou a passagem de Carlotta. Apesar de suas bandas externas de chuva terem atingido a costa pacífica mexicana, a precipitação acumulada não chegou mais do que 25 mm.